# قمچه‌ماران
قمچه‌ماران (نام علمی: Colubridae) نام یک تیره از زیرراسته مار، شامل ۳۰۴ سرده و ۱٬۹۳۸ گونه است.